# Ганс Каммлер
Ганс Каммлер (нім. Hans Friedrich Karl Franz Kammler, 26 серпня 1901, Щецин — 9 травня 1945, Прага) — обергрупенфюрер і генерал СС. Відповідав за ракетну програму Третього Рейху.

## Життєпис
Народився в місті Штеттін. Син оберлейтенанта і згодом оберста (полковника) піхоти Королівської Прусської армії, згодом офіцера жандармерії Франца Камлера та Марії Штайнхаузен. У 1908–1918 рр. відвідував гуманітарні гімназії в Бромбергом, Ульмі та Данцігу.
У лютому 1919 р. добровольцем вступив у 2-й лейб-гусарський королеви Прусської Вікторії полк, проте вже в травні того ж року перейшов у «Фрайкор Росбаха», служив у кавалерійському ескадроні й у прикордонних військах. Демобілізувавшись, з 1919 р. до 1923 р. вивчав архітектуру в Мюнхені та Данцигу. Працював за фахом. Регірунгсбаумайстер (1928).
У 1928–1933 рр. працював у Прусській будівельній та фінансовій дирекції в Берліні. За іншими даними, був до 1931 р. безробітним.
14 червня 1930 р. одружився з Ютою Карлою Ганною Хорн (12 квітня 1908, Наумбург-Заале), котра належала до Націонал-соціалістичної народної благодійності. Мав від неї двох синів (11 лютого 1940—10 грудня 1943) та чотирьох дочок (13 березня 1931 —16 вересня 1931, 25 березня 1932, 6 липня 1934—12 березня 1936, 11 Лютий 1937).
У 1932 р. захистив дисертацію в інженерних науках, став доктором (нім. Doktoringenieur).
Вступив у НСРПН 1 березня 1932 р. (№ 1 011 855), перебував на різних адміністративних посадах. У 1933 р. був призначений в Аграрно-політичне управління Імперського керівництва НСРПН на посаду референта Імперського міністерства продовольства і сільського господарства, на керівника житлової реформи «гау Берлін». Регірунгсобербаурат (1937). Потім був головою відділу будівництва при Імперському міністерстві авіації. У квітні 1940 — червні 1941 рр. — директор будівельного бюро 2-го авіаційного командування.
20 травня 1933 р. Камлер вступив в СС (№ 113 619). З 1 червня 1941 р. і до кінця Другої світової війни керував будівельними проєктами СС (з 1 лютого 1942 р. — голова управлінської групи «С» (будівництво) Головного економічного управління СС). Йому належало авторство проєкту п'ятирічної програми з організації концентраційних таборів СС на окупованих територіях СРСР і Норвегії. Камлер брав участь у проєктуванні табору смерті Аушвіц (Освенцим).
1 вересня 1943 р. призначений особливоуповноваженим рейхсфюрера СС за програмою «А-4» («Зброя відплати»); відповідав за будівельні роботи й постачання робочої сили з концентраційних таборів.
З 1 березня 1944 р. Камлер керує будівництвом підземних заводів із виробництва винищувачів. Через три місяці Гімлер доповів Гітлеру, що за вісім тижнів було побудовано десять підземних авіаційних заводів загальною площею в десятки тисяч квадратних метрів. У березні 1944 р. Камлер в якості представника Гімлера входить в «авіаційний штаб», що складався з вищих чиновників Люфтваффе і Міністерства озброєння. Рейхсмаршал Герман Герінг, голова Люфтваффе і номінальний наступник Гітлера, доручає йому перемістити всі стратегічні авіаційні об'єкти під землю.
8 серпня 1944 р., слідом за призначенням Гімлера на пост керівника Міністерства озброєння, Камлер стає головним керівником проєкту «V-2» («А-4»). Він керує всім процесом — починаючи з виробництва і розміщення, та закінчуючи веденням бойових дій проти Англії та Нідерландів. Саме він безпосередньо керував ракетними атаками. Ця посада дала можливість Камлерові дослідити весь процес управління стратегічною програмою озброєння — можливість, яка до цього не представлялася нікому в Третьому Рейху.
31 січня 1945 р. став уповноваженим фюрера з розробки реактивних двигунів, а також керівником всіх ракетних програм — як оборонних, так і наступальних. 6 лютого 1945 р. Гітлер довічно призначив його відповідальним за повітряне озброєння (винищувачі, ракети, бомбардувальники).
28 лютого 1945 р. був призначений командиром LXV армійського корпусу особливого призначення. СС-обергрупенфюрер (1.3.1945 року, останній хто отримав це звання).
4 березня 1944 р. було створено «Будівельне бюро Каммлера» (спецштаб СС). Відомо, що спецштаб Каммлера був у секції компанії «Шкода», що розташовувалася в німецькому протектораті Богемії й Моравії. Ще в березні 1942 р. Гімлер формально передав СС управління заводом «Шкода» — гігантським промисловим комплексом, розташованим у Пльзені і Брно. До того ж Альберт Шпеер нічого не знав про цю операцію, до тих пір, поки Гітлер не повідомив йому про це як про доконаний факт. Якщо «четвертий вид» нової зброї, про що згадував Гітлер у бесіді з маршалом Антонеску 5 серпня 1944 р., існував насправді, то він повинен був перебувати у віданні Камлера та його штабу.
| Кар'єра            | Кар'єра                                   |
| Дата               | Звання                                    |
| ------------------ | ----------------------------------------- |
| 20 квітня 1936 р.  | Унтерштурмфюрер                           |
| 20 квітня 1937 р.  | Оберштурмфюрер                            |
| 12 вересня 1937 р. | Гауптштурмфюрер                           |
| 1937 р.            | Лейтенант Вермахту в резерві              |
| 11 вересня 1938 р. | Штурмбаннфюрер                            |
| 1 червня 1939 р.   | Оберштурмбаннфюрер                        |
| 1 серпня 1940 р.   | Штандартенфюрер                           |
| 1 червня 1941 р.   | Оберфюрер                                 |
| 20 квітня 1942 р.  | Бригадефюрер і Генерал-майор Ваффен-СС    |
| 30 січня 1944 р.   | Групенфюрер і Генерал-лейтенант Ваффен-СС |
| 1 березня 1945 р.  | Обергруппенфюрер і Генерал Ваффен-СС      |

«Правою рукою» Камлера став генеральний директор «Шкоди», почесний штандартенфюрер СС полковник Вільгельм Фосс. Вони отримали підтримку від Гітлера та Гімлера на керівництво спеціальним проєктом, що був настільки засекречений і непідвладний офіційному контролю, що, здавалося, його просто не існує. Показово, що ні глава Люфтваффе Герман Герінг, ані міністр озброєнь Альберт Шпеер не знали про існування проєкту.
Фінансування програм проходило через згаданого Фосса, який звітував безпосередньо перед Гімлером. По всій Німеччині було відібрано перспективних науковців, незважаючи на ступінь політичної лояльності Третьому Рейху. Навколо їх роботи було споруджено потрійне кільце безпеки, яке забезпечували спеціально відібрані функціонали контррозвідки СС. Ці кільця безпеки були навколо заводів «Шкоди» в Пльзені, Брно та навколо адміністративного центру в Празі.
Вже після війни в бесідах з журналістом, випускником Кембриджа Томом Агостоном, Фосс описував діяльність науковців зі штабу Камлера, які не мали аналогів серед інших видів технологій, що з'явилися в кінці війни, у порівнянні з якими пересічними здавалися навіть проєкти «V-1» й «V-2». У списку спецпроєктів були ядерні установки для ракет і літаків, передові керовані снаряди і зенітні лазери. Випробування проводилися не на самій «Шкоді», а в польових умовах. Фактично, спецштаб Каммлера функціонував як координаційний дослідний центр.
Таким чином, в Третьому Рейху всі перспективні наукові відкриття й технічні розробки в області передових технологій перебували у розпорядженні СС в особі обергруппенфюрера СС генерала Ганса Камлера. Не випадково його ім'я майже не згадується в стандартних посиланнях на Люфтваффе чи її великі програми. Та, всупереч всьому, Камлер став на чолі надсекретного дослідницького центру («мозкового центру СС»), в завдання якого входило впровадження технологій для створення секретної зброї «другого покоління».
На початку квітня 1945 р., коли радянська армія перебувала вже на підступах до Берліна, Гітлер і Гімлер передали під пряме керівництво Камлера всі секретні системи озброєння Третього Рейху, аналогів яким не було в жодній з країн учасниць антигітлерівської коаліції. Вкрай цікава, якщо не сказати, дивна впевненість керівництва Рейху в тому, що Камлерові вдасться створити диво (?). 3 квітня 1945 р. Йозеф Геббельс писав у своєму щоденнику:
|  | Фюрер вів тривалі переговори з обергруппенфюрером Камлером, який несе відповідальність за реформу Люфтваффе. Камлер справляється зі своїми обов'язками чудово, і на нього покладаються великі надії. |

Після зустрічі з Гітлером Камлер переміщує свою штаб-квартиру з Берліна в Мюнхен. Перед тим як остаточно покинути Берлін, він зробив прощальний візит Шпеєру, під час якого натякає йому, що йому також варто перебратися до Мюнхена, а також, що «СС робить спроби усунути фюрера». Потім Камлер повідомляє Шпеєру, що планує зв'язатися з американцями й в обмін на гарантію свободи запропонує їм все — «реактивні літаки, а також ракети А-4 та інші важливі розробки». А також те, що він збирає всіх кваліфікованих експертів у Верхній Баварії, щоби передати їх армії США. «Він запропонував мені взяти участь в його операції», — писав Шпеєр, — «яка, безсумнівно, спрацює на мою користь». Шпеєр відмовився від пропозиції Камлера.
23 квітня 1945 р. Камлер переїхав у Ебензе. Саме там у горах на березі озера Траунзее, ще в 1943 р. під його командуванням було розпочато створення гігантського підземного комплексу для будівництва МБР «А-9»/«А-10», що отримала кодову назву «нім. Zement». 4 травня вирушив до Праги, звідки втік 9 травня після перемоги Празького повстання. У Камлера була єдина вагома причина для того, щоби пройти цей шлях — документація групи за спеціальними проєктами, що знаходилася на «Шкоді» та в її адміністративних офісах в м. Празі. За іншими даними, останній раз Камлера бачили в Обераммергау в готелі «Ланг». Випадковим свідком розмови Камлера з начальником його штабу, оберштурмбанфюрером СС Гансом Штарком став Вернер фон Браун. За його словами, вони збиралися спалити свої уніформи і ненадовго зачаїтися в монастирі XIV століття Етталь, що розташований на відстані декількох кілометрів від Обераммергау.

## Версії смерті
Існують чотири версії смерті Камлера, що суперечать одна одній. Згідно з першою, він наклав на себе руки 9 травня 1945 р. в лісі між м. Прагою і Пльзенем. За другою версією він загинув в той же день під обстрілом, коли вибирався з підвалу зруйнованого бомбами будинку. За третьою — в той же день він застрелився в лісі недалеко від Карлсбаду. Четверта — заснована на двох документах, які мало німецьке й австрійське товариство Червоного Хреста відразу після війни. У першому документі, написаному родичем Камлера говорилося, що той «зник безвісти». Згідно з цим документом, остання звістка про Камлера прийшла з Ебензее в Штирії (Австрія). У другому документі, заснованому на свідченнях невідомих «товаришів», стверджувалося, що Каммлер мертвий. Місце поховання вказано не було. За деякими даними, труп Камлера був похований його ад'ютантом і водієм на місці його самогубства.
Версія про вбивство Камлера його ад'ютантом Хансом Шляйфом, наведена була в словнику «СС. Охранные отряды НСДАП», невідповідна, оскільки Шляйф наклав на себе руки в Берліні в кінці квітня 1945 р..
Ганс Камлер був офіційно оголошений мертвим судом Берлін-Шарлоттенбургу 7 вересня 1948 р..
Перші три варіанти об'єднує одна спільна деталь — до капітуляції Третього Рейху Камлер знаходиться в м. Празі або в її околицях. Один зі свідків, згаданий Томом Агостоном, — чиновник з празького регіонального управління будівельного підрозділу Головного економічного управління СС згадував:
|  | Камлер прибув до Праги на початку травня. Його не очікували. Він не повідомив заздалегідь про своє прибуття. Ніхто не знав, навіщо він приїхав, коли на підході була Червона армія. |

Незабаром після закінчення війни до контррозвідки США потрапила «права рука» Камлера, Вільгельм Фос. На допиті він повідомляє про існування спецштабу Камлера на заводі «Шкода». Однак агенти залишаються настільки байдужі до повідомлення про спеціальну групу, яка володіє надзвичайними військовими секретами, що у нього склалося враження, що їм уже все було відомо.
Фос пропонував організувати пошуки Камлера, «поки його не схопили росіяни», і знову агенти не виявляють до його заяв жодного зацікавлення. Це люди, які представляли стратегічні інтереси країни, «яка очолювала найбільшу грабіжницьку операцію того часу за участю армії, флоту і військово-повітряних сил, а також цивільних осіб».
У зв'язку з цим відбувся миттєвий ривок на схід 16-ї бронетанкової дивізії Третьої армії Паттона Д. С. Повністю проігнорувавши угоди, підписані між чеським урядом в еміграції і Радянським Союзом, війська 16-ї бронетанкової дивізії рухаючись на схід від Нордхаузена 6 травня 1945 р. перетинали чеський кордон і вступали в м. Пльзень, що знаходилося в центрі радянської окупаційної зони. Американські війська на шість днів захопили саме завод «Шкода», аж поки 12 травня 1945 р. туди увійшли частини Червоної армії. Після протестів з боку Радянського Союзу Третя армія змушена піти.
29 серпня 1945 р. генерал Мак Дональд відправив у штаб-квартиру ВПС США в Європі список шести підземних заводів, куди до того моменту вдалося проникнути. На кожному з них до самого останнього дня війни випускалися авіаційні двигуни та інше спеціальне обладнання для Люфтваффе. Кожен з цих заводів займав від п'яти до двадцяти шести кілометрів у довжину. Розміри тунелів становили від чотирьох до двадцяти метрів в ширину і від п'яти до п'ятнадцяти метрів у висоту; розміри цехів — від 13000 до 25000 квадратних метрів.
Однак, вже в середині жовтня в «Попередньому донесенні про підземні заводи й лабораторії Німеччини та Австрії», направленому до штабу ВПС США, констатувалося, що остання перевірка «виявила більшу кількість німецьких підземних заводів, ніж передбачалося раніше». Підземні споруди були виявлені не тільки в Німеччині та Австрії, а й у Франції, Італії, Угорщини та Чехословаччини. Далі в донесенні говорилося:
|  | Хоча німці до березня 1944 року не займалися масштабним будівництвом підземних заводів, до кінця війни їм вдалося запустити близько 143 таких заводів. Було виявлено ще 107 заводів, побудованих або закладених в кінці війни, до цього можна додати ще 600 печер і шахт, багато з яких були перетворені в конвеєри і лабораторії з випуску озброєння. Можна тільки припускати, що б сталося, якби німці пішли під землю перед початком війни, - |

приходить до висновку автор донесення, явно вражений розмахом німецького підземного будівництва. Один з найбільших і найсучасніших об'єктів, побудованих Камлером з ув'язненими концтабору Гузен II в Санкт-Георген-ан-дер-Гузен (проєкт «B8 Гірський кришталь — Ясень II»).
Ще однією ланкою в ланцюзі обставин, пов'язаних з історією генерала Камлера є повне забуття його імені та ролі в історії Третього Рейху. Помітна вигідна для США легкість, з якою це ім'я було «забуте» відразу після закінчення війни. Ця неординарна людина вважалася одною з наймогутніших і впливових державних чиновників Третього Рейху. У процесі пошуків відомостей про Камлера, згадуваний Том Агостон з'ясував, що його ім'я навіть не згадувалося на Нюрнберзькому процесі — неймовірний факт, якщо врахувати яку важливу роль грав ця людина в колах наближених до Гітлера. Більш того, немає ніяких вказівок на те, що його навіть намагалися шукати, як інших військових злочинців.
Польський вчений Ігор Витковський робив дослідження, і за його даними під час допиту Рудольфа Шустера (високопоставленого чиновника з міністерства безпеки Третього Рейху), на якому були присутні глава польської військової місії в Берліні генерал Якуб Правін і полковник Владислав Шиманський, були отримані відомості про існування «Генерального плану — 1945», і функціонувала в його рамках «спеціальна евакуаційна команда», в складі якої Шустер опинився 4 червня 1944 р.. Ця інформація викликала неабияку тривогу, оскільки Правіну і Шиманському вдалося з'ясувати, що за «генеральним планом — 1945» стояв Мартін Борман (чия смерть залишається також невідомою).
За останніми даними, Каммлер протягом двох років перебував в руках американських спецслужб, перш ніж вчинив самогубство в камері.

## Нагороди
- Цивільний знак СС (№ 55 555)
- Почесний кут старих бійців
- Кільце «Мертва голова»
- Почесна шпага рейхсфюрера СС
- Йольський свічник
- Німецька імперська відзнака за фізичну підготовку в сріблі
- Німецький кінний знак в бронзі та сріблі
- Медаль «У пам'ять 1 жовтня 1938»
- Медаль «За Атлантичний вал»
- Почесний знак Німецького Червоного Хреста 2-го ступеня
- Залізний хрест 2-го і 1-го класу
- Хрест Воєнних заслуг 2-го і 1-го класу з мечами
- Німецький хрест в золоті (28 листопада 1944)
- Лицарський хрест Хреста воєнних заслуг з мечами (1 лютого 1945)